# Hipposideros cervinus
Hipposideros cervinus је сисар из реда слепих мишева.

## Угроженост
Ова врста није угрожена, и наведена је као последња брига јер има широко распрострањење.

## Распрострањење
Ареал врсте Hipposideros cervinus обухвата већи број држава. 
Врста има станиште у Аустралији, Малезији, Индонезији, Филипинима, Соломоновим острвима, Вануатуу, Папуи Новој Гвинеји, Брунеју и Сингапуру.

## Станиште
Станиште врсте су шуме. Врста је по висини распрострањена до 1400 метара надморске висине.

## Начин живота
Женка обично окоти по једно младунче.